# Hyacinth (Bichurin)

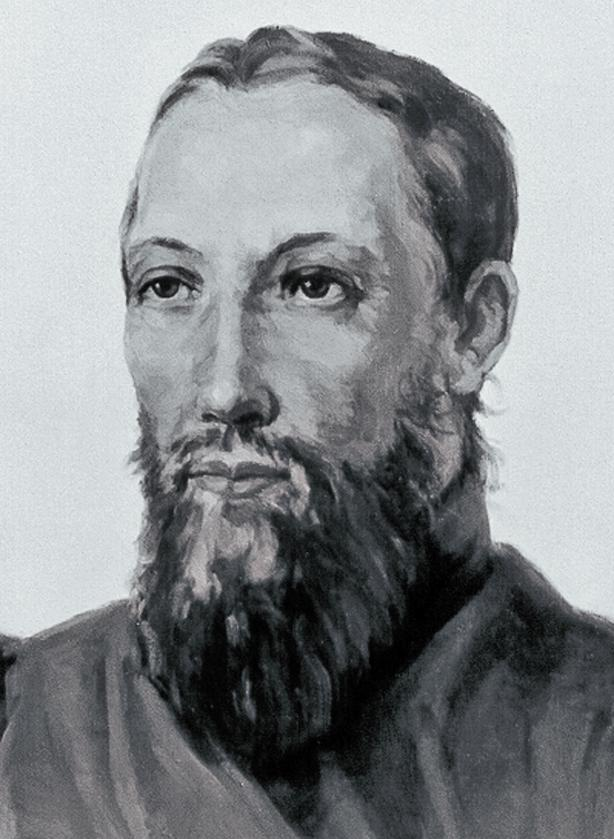
Retrato por
Nikolay Bestuzhev

Nikita Yakovlevich Bichurin (Никита Яковлевич Бичурин) (29 de Agosto de 1777 – 11 de Maio de 1853, São Peterburgo), mais conhecido pelo seu nome monástico de arquimandrita Hyacinth (as vezes pronunciado como Joacinth), ou Iakinf (Иакинф), foi um dos pais fundadores da sinologia russa. Ele traduziu muitos trabalhos do chinês para o russo que foram posteriormente traduzidos para outras línguas europeias.

## Biografia

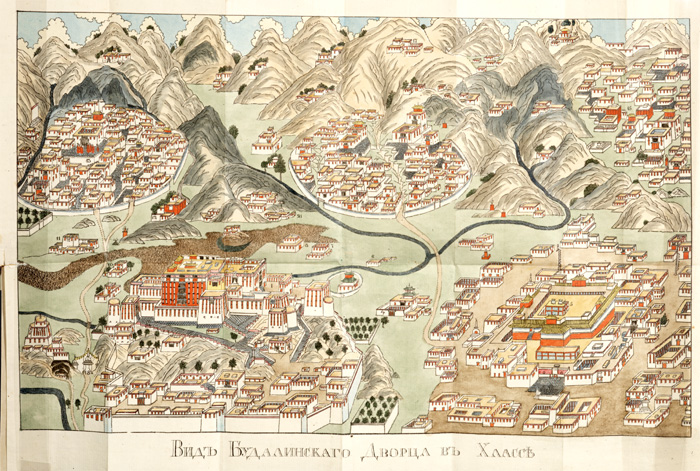
Mapa de Lhasa de Bichurin.

Bichurin nasceu em Akulevo, filho de um padre russo, meio chuvache, chamado Iakov e de uma   russa chamada Akulina Stepanova. Ele estudou no coral da igreja da escola em  Sviiazhsk e depois no Seminário Teológico de Kazan .
Ele também estou latim ,grego e francês e suas habilidades foram notadas pelo Arcebispo Amvrosij Podobedov da Igreja Ortodoxa Russa.  Ele lecionou no Seminário Teológico de Kazan em 1799 e foi ordenado um monge em 1800 sob o nome de Iakinf  or Hyacinth e tonsurado, sendo enviado para promover o cristianismo em Pequim, onde passou os próximos 14 anos. Os objetos de seu interesse genuíno eram a língua e a história chinesas. Ele foi imediatamente acusado de faltar com zelo religioso, e quando apareceu em Irkutsk com sua amante Natalia Petrova, alguns de seus estudantes o denunciaram. Reclamações sobre outros comportamentos considerados inapropriados para um padre continuaram a surgir.
Depois de várias mudanças na missão ortodoxa russa, o sínodo declarou Bichurin culpado em 4 de setembro de 1823, retirou dele sua patente de monge na arquimandatria e o encarcerou no Mosteiro de Valaam pelo resto da vida. Aqui ele traduziu um número de manuscritos chineses antigos , que até então eram desconhecidos na Europa. Nas décadas seguintes ele publicou muitos volumes sobre a história , geografia ,estatística e agricultura chinesa e mongol.
Depois da morte do Tsar Aleander I e a ascensão de Niclolau I em 1825, alguns amigos de Bachurin o ajudaram a obter um perdão real. Eles também sugeriram um cargo de intérprete para ele no Ministério do Exterior. Bichurin então se mudou para pegar o posto em São Petersburgo . Ele foi eleito como um correspondente em 1828 e além disso virou um bibliotecário emérito na biblioteca pública de Petersburgo. No mesmo ano ele publicou uma  "Descrição do Tibete na era moderna". Ele continuou a bater de frente com as autoridades da igreja e recusou promoções. Tsar Nicolau I interveio em 1832  e o proibiu de recusar promoções e  ordenou lhe a viver no mosteiro Alexander Nevskii .
O nome Turquestão Oriental para substituir o termo "Turquestão Chinês" foi ideia de Bichurin em 1829. Em 1835, ele recebeu o  Prêmio Demivod.
Em 1837 ele abriu a primeira escola de língua Chinesa Império Russo em Kyaktha que ajudou a melhorar o comércio entre a China e a Rússia. Um de seus estudantes era Mikhail Shevelev, um comerciante de chá e empresário de embarcações. Pelas suas contribuições sinológicas , ele foi eleito para as academias de ciências russa, alemã, e francesa.